# Reprezentacja Kanady w hokeju na lodzie kobiet
Reprezentacja Kanady w hokeju na lodzie kobiet – jedna z najlepszych drużyn świata w hokeju kobiecym. Obecnie znajduje się na pierwszym miejscu w rankingu IIHF. Występowała dotychczas we wszystkich edycjach Mistrzostw Świata oraz w pięciu dotychczas rozegranych turniejach olimpijskich. W każdej z tych imprez zdobyła medal.
Kobieca reprezentacja Kanady w hokeju na lodzie jest jednym z najbardziej utytułowanych zespołów w tym sporcie. Dziesięciokrotnie zdobyły złote i czterokrotnie srebrne medale mistrzostw świata. W igrzyskach olimpijskich czterokrotnie stawały na najwyższym stopniu podium, a raz były drugie. Zespół jest kontrolowany przez federację Hockey Canada. W Kanadzie zarejestrowanych jest 62640 zawodniczek.

## Starty w Mistrzostwach Świata
- 1990 - 1. miejsce
- 1992 - 1. miejsce
- 1994 - 1. miejsce
- 1997 - 1. miejsce
- 1999 - 1. miejsce
- 2000 - 1. miejsce
- 2001 - 1. miejsce
- 2003 - mistrzostwa nie odbyły się
- 2004 - 1. miejsce
- 2005 - 2. miejsce
- 2007 - 1. miejsce
- 2008 - 2. miejsce
- 2009 - 2. miejsce
- 2011 - 2. miejsce
- 2012 - 1. miejsce
- 2013 - 2. miejsce

## Starty w Igrzyskach Olimpijskich
- 1998 - 2. miejsce
- 2002 - 1. miejsce
- 2006 - 1. miejsce
- 2010 - 1. miejsce
- 2014 - 1. miejsce